# 케스트헤이구

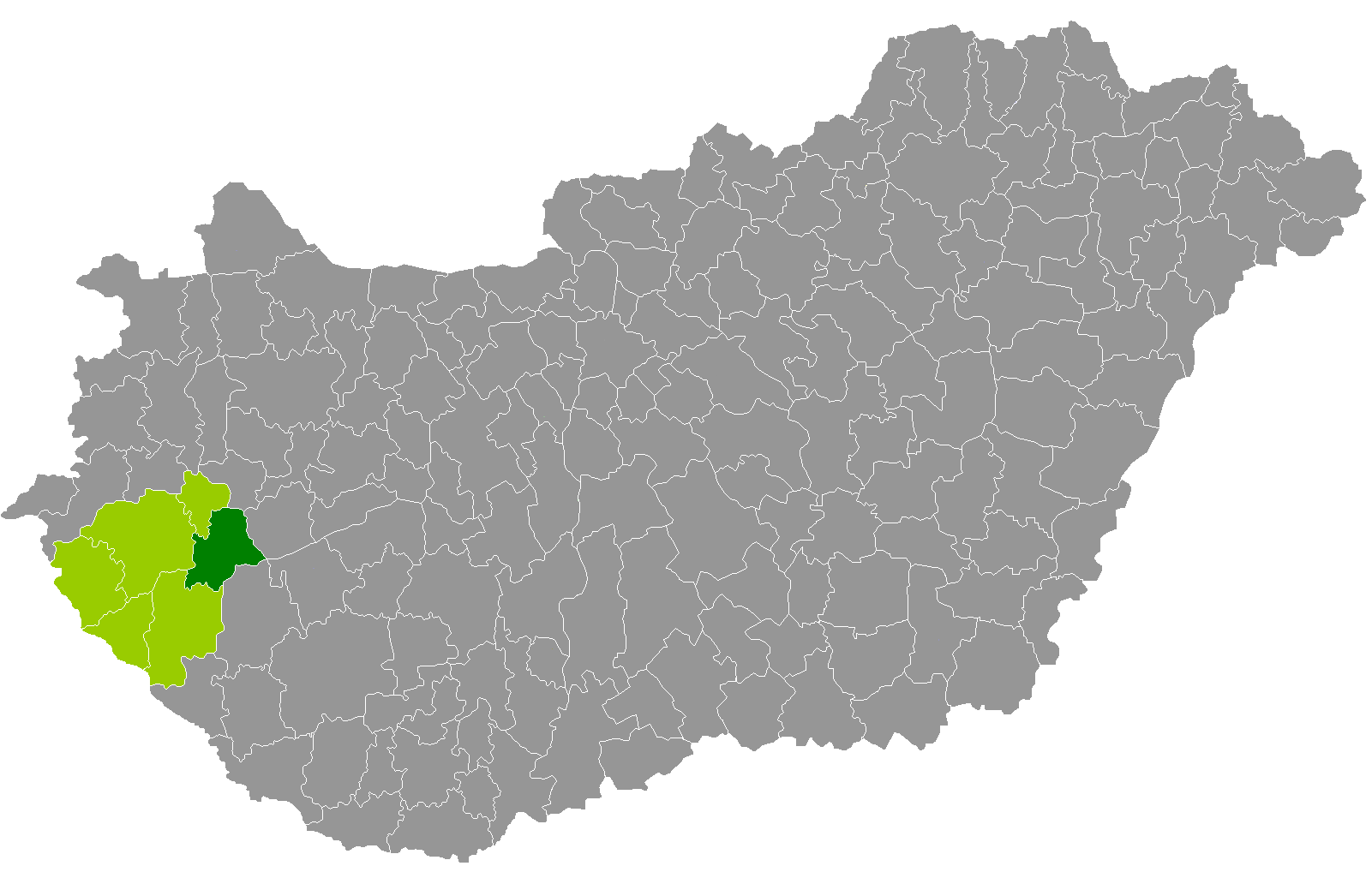
절러주 지도에 표시된 케스트헤이구의 위치

케스트헤이구(헝가리어: Keszthelyi járás)는 헝가리 절러주에 위치한 구로 구청 소재지는 케스트헤이이며 면적은 535.93km2, 인구는 49,421명(2011년 기준), 인구 밀도는 92명/km2이다.
북쪽으로는 절러센트그로트구, 베스프렘주 쉬메그구, 동쪽으로는 베스프렘주 터폴처구, 남쪽으로는 너지커니저구, 쇼모지주 머르철리구, 서쪽으로는 절러에게르세그구와 접한다. 30개 지방 자치체(2개 시, 28개 마을)를 관할한다.

구 문장